# پارک ملی تفلیس
پارک ملی تفلیس (به لاتین: Tbilisi National Park) یک پارک ملی در گرجستان است که در حومه تفلیس واقع شده‌است.